# 金沙镇 (桦甸市)
金沙镇，是中华人民共和国吉林省吉林市桦甸市下辖的一个乡镇级行政单位。

## 行政区划
金沙镇下辖以下地区：
民龙村、西安村、独木村、珠子营村、全民村、金星村、福兴村、柳树村、密胜村、新华村、胜利村、曙光村、工农村、平和村、太平村、莫拉艮村、植林村和民安村。